# フォー・コインズ
フォー・コインズは、男性の重唱団（ボーカルグループ）である。

## 来歴
フォーコインズは、ダークダックスやボニージャックスに対し、ジャズを基調としたコーラスとして活躍。CMソングなども歌っていたが、今野英二が交通事故で亡くなったことから解散。

## メンバー
- 三沢 郷
- 今野英二
- 風野三郎
- 小山欣一

## 楽曲
シングル（EP)
- 雪山讃歌 / 惜春鳥（1959年、コロムビア）
- 忘れないよ / 可愛い人（1959年、コロムビア）
- 男の唄（1959年、コロムビア）- 沢本忠雄 ※日活映画「風に唄う男」主題歌
- 白銀は招くよ（1960年、コロムビア）
- 反逆児ユマ （1960年、コロムビア）
- ああ小楠公（コロムビア）- 島倉千代子＆フォー・コインズ
- 散歩唱歌（コロムビア）
- 青春は雲の彼方に / 大学数え歌（テイチク）
- 若き生命を（テイチク）
- アルペン数え歌 / アルプス一万尺（テイチク）
- ああ明治は尊くなりにけり（テイチク）
- おとこ独り / 野良犬がいく（1967年、テイチク）※NETテレビ時代劇「俺は用心棒」「待っていた用心棒」「帰って来た用心棒」主題歌／挿入歌
- パンガの森 / あゝ草枕幾度ぞ（テイチク）
- トムとジェリー 梅木マリ＆フォーコインズ

CMソング／企業関連
- 日本通運賛歌（テイチク）- 小林潤＆フォー・コインズ
- 農機はヰセキ（井関農機）- 楠トシエ＆フォー・コインズ
- 京阪特急（京阪電鉄）- 楠トシエ＆フォー・コインズ
- 西川安眠ふとんの歌（西川産業）- スリー・ペット＆フォー・コインズ
- 日立のうた（日立製作所） - フォー・コインズ＆スリー・グレイセス
- コカ・コーラの唄（スカッとさわやか）（日本コカ・コーラ）
- ビタ明治牛乳の歌（明治乳業）

アルバム（LP)
- 魅惑のコーラス（コロムビア）
- 懐かしの兵隊ソング（テイチク）
- うたごえ歌集 みんなで歌おう（テイチク）
- 青春は雲のかなたに "フォーコインズの山の一日"（テイチク）
- かもめの水兵さん - 松島トモ子＆フォー・コインズ